# BBC Focus
BBC Focus — ежемесячный британский научно-популярный журнал, выпускаемый в Бристоле, Англия, компанией Bristol Magazines Ltd, под эгидой BBC Worldwide. Тираж журнала — 70 000 (на 2008 год), главный редактор — Грэхам Соузорн (англ. Graham Southorn).
Журнал BBC Focus, освещающий последние события во всех областях науки и техники, рассчитан как на специалистов, так и на массового читателя.
В числе постоянных рубрик журнала:
- Agenda (обзор событий в науке за минувший месяц)
- Eye Opener (необычные фотоснимки, объединённые общей темой)
- Q&A (развёрнутые ответы на вопросы читаталей)
- The Guide — книжный, телевизионный, интернетовский обзоры
- Last Word — заключительное слово Роберта Мэтьюза: эссе на одну из спорных тем современности
- The World’s Greatest Mystries — объективный и всесторонний анализ той или иной «загадки века»

## Наука в фокусе
С сентября 2011 года издательский дом «Вокруг света» по лицензии BBC выпускал журнал «Наука в фокусе». Он не являлся точной копией BBC Focus, поскольку содержал множество статей, написанных русскоязычными научными популяризаторами и учёными, которых не содержалось в британской версии журнала. Всего в год выходило 10 выпусков, поскольку на Декабрь-Январь и Июль–Август выходило всего по одному выпуску. Последний выпуск журнала вышел в январе 2015 года.
С февраля 2014 на радиостанции "Эхо Москвы" выходила совместная передача "Наука в фокусе" с ведущими главредом журнала Егором Быковским и журналисткой радиостанции Наргиз Асадовой. После закрытия журнала передача продолжала выходить самостоятельно с теми же ведущими. Последний выпуск передачи состоялся 24 февраля 2017 года.

## Рубрикация Науки в фокусе
В журнале существуют постоянные рубрики, повторяющиеся из номера в номер. Помимо них встречаются и статьи не включенные в постоянные рубрики.
- «Добро пожаловать» — вступительное слово главного редактора.
- «МегаПиксель» — крупные фотографии из мира науки с их описанием.
- «Открытия» — последние новости из мира науки.
- «Большие идеи» — короткие статьи популяризаторов на какие-либо ограниченные темы.
- «Почта» — ответы на письма читателей.
- «Откуда мы знаем?» — история развития идеи или научной теории.
- «Взгляд изнутри» — интервью на перспективы развития какой-либо науки со специалистом в данной области.
- «Q&A» — развернутые ответы на научные вопросы читателей.
- «Техцентр» — обзор новинок техники.
- «Игры разума» — головоломки и тесты для читателей.
- «Книги» — обзор новинок научно-популярной литературы.
- «Афиша» — Анонсы и расписания научных конференций, фестивалей и выставок.

## BBC Focus о Википедии
В 2006 году журнал провёл краткий анализ онлайновых энциклопедий, охарактеризовав каждую на примере темы птичьего гриппа. Исходя из общей системы критериев наивысшую оценку (4 из 5) получила Wikipedia, где рассказ о явлении оказался наиболее полным, научно обоснованным и актуальным. (Выяснилось, что информация, опубликованная в Encyclopaedia Britannica устарела на полгода).